# Juan Sebastián Elcano

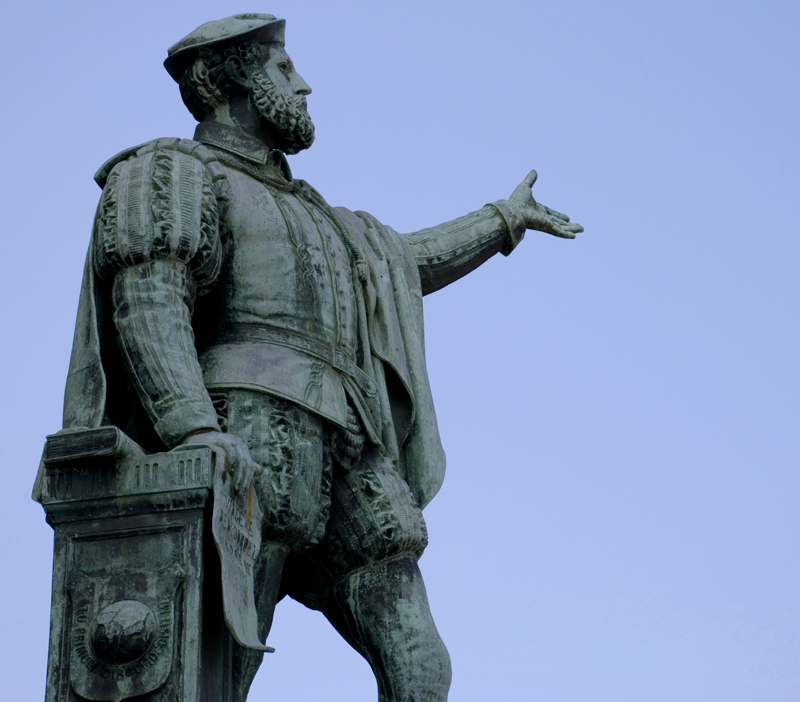
Standbeeld, Getaria, 1861.

Juan Sebastián Elcano (Getaria, Koninkrijk Castilië, 1486/1487 – Stille Oceaan, 4 augustus 1526) was een Baskisch ontdekkingsreiziger die voor het Koninkrijk Castilië werkten. Onder zijn leiding keerde de Victoria op 6 september 1522 met slechts 18 man terug in Spanje. Dit schip was het enige van de vijf schepen die in 1519 onder leiding van Ferdinand Magellaan waren vertrokken, dat ook daadwerkelijk de reis rond de wereld had voltooid.
In 1525 werd een volgende expeditie richting de Molukken samengesteld onder leiding van García Jofre de Loaísa. Elcano werd de tweede man. Het doel van deze expeditie, die bestond uit een vijftal schepen, was het stichten van een Spaanse handelspost om zo het Portugese monopolie op de specerijenhandel te doorbreken. Door de stormen waar de vloot onderweg mee te maken kreeg, waren bij het bereiken van de Stille Oceaan nog maar twee schepen over. Op de Stille Oceaan stierf Loaísa aan scheurbuik, waarna Elcano het commando op zich nam. Slechts 5 dagen later, op 4 augustus 1526 stierf ook Elcano aan deze ziekte. Slechts een van de schepen wist de Molukken uiteindelijk te bereiken.